# 髪洗い
髪洗い（かみあらい）とは、歌舞伎の石橋物で、獅子が長い毛を前に垂らし首を左右に振り回す所作。ために毛が地についたままゆれて、髪を洗っているようにみえるところからこの名がついた。毛をぐるぐるとまわす型は巴（ともえ）と呼ばれる。
なお、獅子の髪洗いは長野県更埴市雨宮（あめのみや）の雨宮坐神社の神事に、獅子が橋から水面すれすれに宙吊りになって獅子頭を振りまわす儀式（橋がかり、雨宮の渡しを参照）があることから、神事の獅子をめぐる民俗の影響が考えられている。